# Bea Malecki
Bea Malecki (ur. 23 sierpnia 1991 w Sztokholmie) – szwedzka zawodniczka mieszanych sztuk walki pochodzenia polskiego. Była zawodniczka Ultimate Fighting Championship.

## Wczesne lata
Rodzice Malecki przyjechali do Szwecji, gdy mieli około 30 lat, a w ich domu od początku mówiło się w języku polskim. Bea Malecki miała 19 lat, kiedy po raz pierwszy zetknęła się ze sztukami walki. W niedalekiej przyszłości jako tajska bokserka zdobyła mistrzostwo Szwecji, mistrzostwo Europy oraz Puchar Świata.

## Kariera MMA

### Wczesna kariera
Malecki zadebiutowała na scenie amatorskiej przeciwko Helin Paara na gali International Ring Fight Arena 12. Gala odbyła się 6 maja 2017 roku. Walkę wygrała przez nokaut techniczny w drugiej rundzie.
Na zawodowstwo przeszła w listopadzie 2017 roku na gali Excite Fight, która odbyła się w Airway Heights. Szwedka wygrała przez poddanie w pierwszej rundzie z Amerykanką Faith Davis. Kolejną walkę dla amerykańskiej organizacji stoczyła 2 lutego 2018 roku, wygrała wówczas przez techniczny nokaut już po 22 sekundach walki.
Na początku lipca 2018 roku ogłoszono, że Malecki będzie jedną z zawodniczek występujących w amerykańskim reality show, The Ultimate Fighter. Była szóstym wyborem dla Drużyny Gasteluma. Malecki przegrała ćwierćfinałową walkę z Leah Letson przez jednogłośną decyzję.

### UFC
Szwedka zadebiutowała dla amerykańskiego giganta 1 czerwca 2019 roku. W debiucie zmierzyła się na gali UFC Fight Night 153 z reprezentantką Brazylii Dudą Santaną. Malecki wygrała ten pojedynek przez poddanie w drugiej rundzie. 
Kolejny pojedynek stoczyła przeciwko Veronice Hardy na gali UFC Fight Night 170. Szwedka zwyciężyła walkę jednogłośnie na punkty.
Na gali UFC on ESPN 29 w sierpniu 2021 roku, popularna Bad News Barbie zmierzyła się z Josiane Nunes. Przegrała ten pojedynek przez nokaut w pierwszej rundzie. 
W czerwcu 2023 roku ogłoszono, że Malecki nie jest już zawodniczką UFC po tym, jak poinformowała, że chce przejść do wagi wyżej, ale UFC przekazało, że nie jest już zainteresowane posiadaniem dywizji piórkowej kobiet.

## Lista walk w MMA

### Zawodowe
| Wynik     | Bilans | Przeciwnik (bilans przed walką) | Rozstrzygnięcie                           | Runda | Czas | Rozgrywki                             | Data       | Miejsce        | Uwagi                                                                       |
| --------- | ------ | ------------------------------- | ----------------------------------------- | ----- | ---- | ------------------------------------- | ---------- | -------------- | --------------------------------------------------------------------------- |
| Przegrana | 4-1    | Josiane Nunes (7-1)             | KO (cios pięścią)                         | 1     | 4:54 | UFC on ESPN: Cannonier vs. Gastelum   | 21.07.2021 | Las Vegas      |                                                                             |
| Wygrana   | 4-0    | Veronica Hardy (6-3-1)          | Decyzja (jednogłośna)                     | 3     | 5:00 | UFC Fight Night: Lee vs. Oliveira     | 14.03.2020 | Brasilia       |                                                                             |
| Wygrana   | 3-0    | Duda Santana (3-0)              | Poddanie (duszenie zza pleców)            | 2     | 1:59 | UFC Fight Night: Gustafsson vs. Smith | 01.06.2018 | Sztokholm      | Debiut w UFC. Debiut w wadze koguciej                                       |
| Wygrana   | 2-0    | Tracy Smith                     | TKO (uderzenia w parterze)                | 1     | 0:22 | ExciteFight                           | 02.02.2018 | Airway Heights |                                                                             |
| Wygrana   | 1-0    | Faith Davis (0-0)               | Techniczne poddanie (duszenie zza pleców) | 1     | 2:58 | ExciteFight                           | 04.11.2017 | Airway Heights | Debiut w zawodowym MMA. Zdobyła mistrzostwo ExciteFight MMA w wadze lekkiej |

### Amatorskie
| Wynik   | Bilans | Przeciwnik (bilans przed walką) | Rozstrzygnięcie       | Runda | Czas | Rozgrywki                         | Data       | Miejsce   | Uwagi                   |
| ------- | ------ | ------------------------------- | --------------------- | ----- | ---- | --------------------------------- | ---------- | --------- | ----------------------- |
| Wygrana | 1-0    | Helin Paara (2-0)               | TKO (ciosy pięściami) | 2     | 1:15 | International Ring Fight Arena 12 | 06.05.2017 | Sztokholm | Debiut w amatorskim MMA |

### Wystawowe
| Wynik     | Bilans | Przeciwnik (bilans przed walką) | Rozstrzygnięcie       | Runda | Czas | Rozgrywki                                     | Data       | Miejsce   | Uwagi |
| --------- | ------ | ------------------------------- | --------------------- | ----- | ---- | --------------------------------------------- | ---------- | --------- | ----- |
| Przegrana | 0-1    | Leah Letson                     | Decyzja (jednogłośna) | 2     | 5:00 | The Ultimate Fighter Season 28: Heavy Hitters | 26.07.2018 | Las Vegas |       |